# Črešnjevec ob Dravi
Črešnjevec ob Dravi este o localitate din comuna Selnica ob Dravi, Slovenia, cu o populație de 255 de locuitori.